# Löcknitz
Löcknitz település Németországban, Mecklenburg-Elő-Pomeránia tartományban. Lakosainak száma 3357 fő (2023. december 31.).

## Népesség
A település népességének változása:
| Lakosok száma | 3178 | 3188 | 3280 | 3342 | 3357 |
|               | 2017 | 2019 | 2021 | 2022 | 2023 |